# لادیسلاو کوپکوویچ
لادیسلاو کوپکوویچ (اسلواکی: Ladislav Kupkovič؛ ۱۷ مارس ۱۹۳۶ – ۱۵ ژوئن ۲۰۱۶) آهنگساز و رهبر ارکستر اهل کشور اسلواکی بود.